# Израэль, Георг
Георг Израэль (нем. Georg Israel или Izrael; чеш. Jiří Izrael; 1505 — 15 июня 1588) — кузнец и священник из «чешских братьев».
Родился в Моравии, жил в Германии, в том числе в Пруссии. Имя Израэль носил с 1540 года, упоминания о нём известны с 1542 года. В 1548 года был изгнан и переселился в Польшу, где основал несколько десятков общин чешских братьев и сам был выбран старшиной. Он ревностно старался о приведении в исполнение соглашения, сделавшегося потом известным под названием «Сандомирского договора». Оставил на латинском языке повествование «О появлении и распространении чешских братьев по Великой Польше».